# Josef Dovalil
Josef Dovalil (10. června 1944 Třebíč – 4. července 2024) byl český vysokoškolský pedagog a sportovní činovník.
Pocházel z Kamenice, po gymnáziu v Jihlavě vystudoval Fakultu tělesné výchovy a sportu Univerzity Karlovy (1962–1967), kde poté pedagogicky působil na katedře pedagogiky, psychologie a didaktiky. Jeho specializací, které se věnoval nejen v pedagogické, ale i rozsáhlé publikační činnosti, byla oblast sportovního tréninku.
V roce 1990 se stal proděkanem fakulty, v roce 1991 byl zvolen jejím děkanem (jako první zvolený děkan po roce 1989). Na této pozici zůstal až do roku 1997. Byl nositelem Stříbrné a Zlaté medaile Univerzity Karlovy za zásluhy o její rozvoj.
Aktivně působil v oblasti metodiky ve vedení Českého svazu ledního hokeje (členem výkonného výboru byl od roku 1987). Byl členem trenérských kolektivů u českého národního týmu pod vedením hlavních trenérů Luďka Bukače a Stanislava Neveselého. 19. prosince 2013 byl uveden do Síně slávy českého hokeje.
Byl též významným odborníkem na olympismus a olympijské hnutí, od roku 1996 do listopadu 2012 byl místopředsedou Českého olympijského výboru pro olympismus.
Jeho syn Jakub Dovalil je fotbalový trenér.